# チベットの旗
チベットの旗（チベットのはた）は、日本から留学生としてチベットに渡った青木文教によって制作され、1912年にチベットの君主ダライ・ラマ13世が国家の独立を宣言した際、まず軍旗として制定され、のちにチベット政府ガンデンポタンにより国旗としても採用された旗。旗正面の白い雪山の前面で、2頭のスノー・ライオン（唐獅子）が宝石を支えている様子から、「雪山獅子旗（せつざんししき）」と呼ばれる。

## 概要

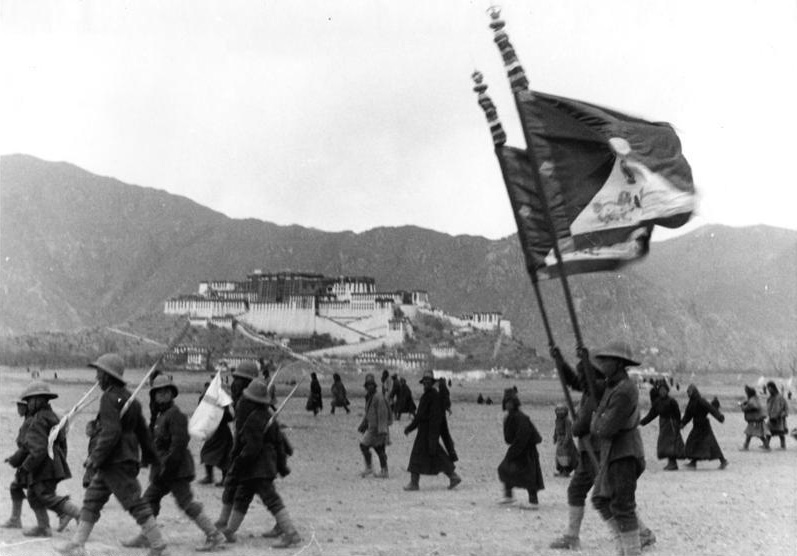
ラサで行われた軍事パレードで雪山獅子旗を振るチベット軍（1938）

白い三角は雪山を表し「雪山に囲まれた地」であるチベットを象徴する。その正面にそびえ立つ一対のスノーライオンはチベットの勝利を象徴する。
中央の太陽はチベットの民の自由・幸福・繁栄を象徴し、太陽から放たれている赤い6本の光線は、チベット民族の起源となった6つの氏族を、赤い光線と空を表す青とが交互になっているのは、チベットが2つの守護神によって護られていることを表す。
スノーライオンは互いの手で2つの宝石を支えあっており、上側の3色で燃えているように見える宝石はブッダ・ダルマ・サンガ、すなわち仏法僧を表し、下側の円形で2色の宝石は十善業法・十六浄人法による自律を表している。
外側の黄枠線は仏教の教えや思想が世界中で栄えることを示すが、右側にその線がない（右側が開いている）のは、仏教以外の教えや思想にも寛容であることを示す。

## 歴史

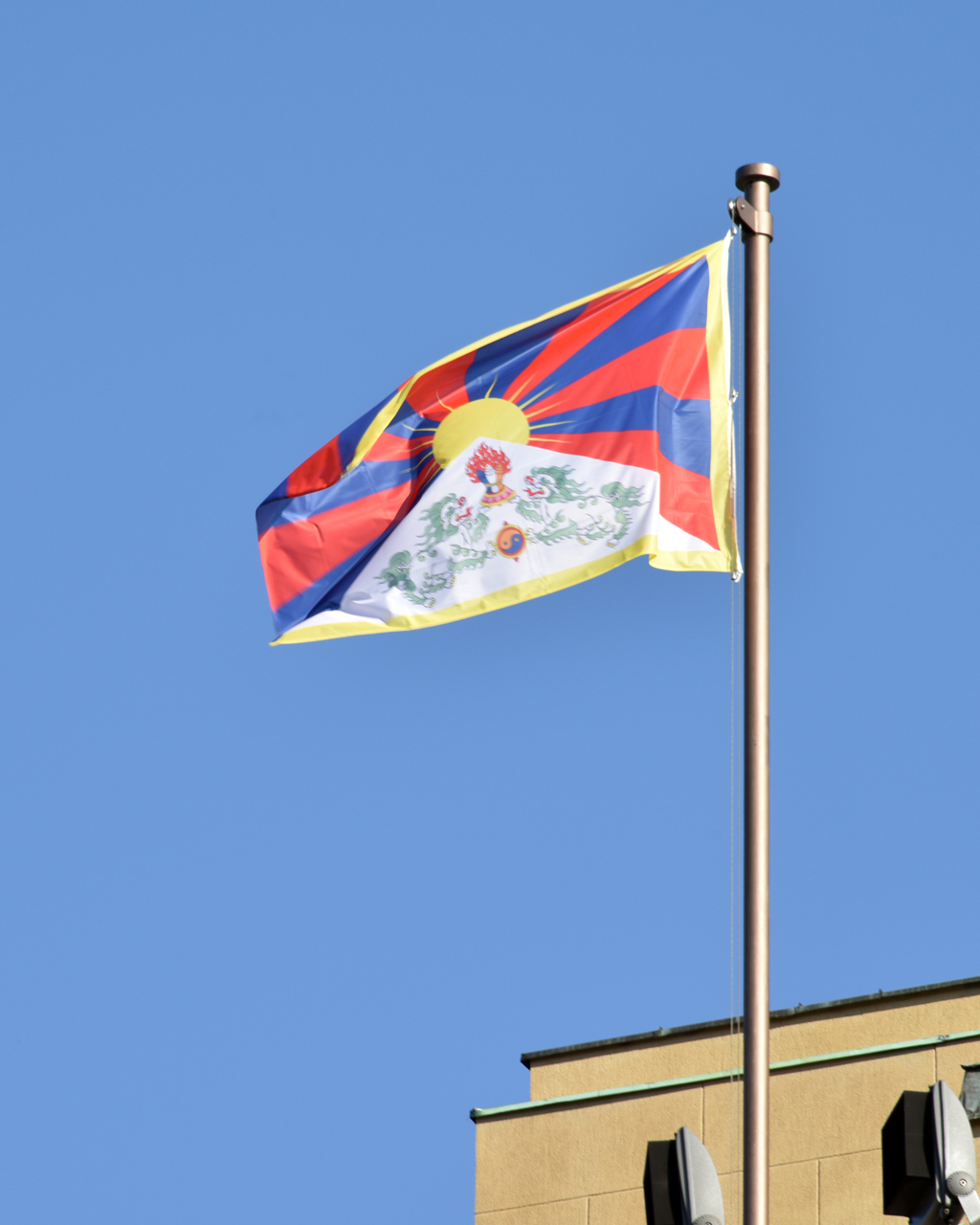
掲揚されたチベット旗

1910年代にチベットに滞在していた日本人チベット研究者・青木文教は自著『祕密之國 西藏遊記』（内外出版、1920年（大正9年）10月19日発行）において、チベット軍の司令官と青木が戯れとして、それまでの軍旗でも使われていたチベットの記号（雪山・唐獅子・日・月）と、大日本帝国陸軍が軍旗として考案・使用していた旭日旗に擬似する意匠（旭日）を組み合わせ、新しく図案を作ったものがたまたま新しい「軍旗」として採用されたと記している。
| 而（）して此日（）始めて新定の軍旗を使用したが、其（）摸樣（）は下半部（）に富士山形の雪山（）を描き、唐獅子（）の圖（）を配し、上半部（）即ち雪山の上（）には地色（）を黄（）くして日本の軍旗の半分を冩（）し取つた樣（）な旭日（）を置き、其片隅（）に月を小さく銀色に描いてある、此等の日、月、雪山及び唐獅子は西藏（）の記號（）で、司令官（）と予（）が戲れに圖案（）を作つて見た紙片が圖（）らず法王（）の目に止まり、當分（）假（）に\|之を軍旗に採用せられることになつたのである、此新軍旗は時々風に飜る調子（）で日本の軍旗の樣に見えるので、更に改定する筈であつた、因（）に舊軍旗（）は三角形の赤地（）に唐獅子と雪山とを\|大きく描き、日月（）を上部（）に小さく遠方（）からは見えない位（）に附加（）へたものである。 |

のちにチベット政府ガンデンポタンにより国旗として正式に採用された。

縦横比2:3の別タイプ

## 第二次世界大戦後
1947年（昭和22年）、チベット政府は代表派遣団をインド、デリーで行われたアジア会議に送り、ここで自身を独立国家と表明している。そのため、インドは1947年（昭和22年）から1954年（昭和29年）にかけてチベットを独立国家と認識していた。また、この会議にはチベットの旗が持ち込まれたが、これは公的集会におけるチベット旗の最初の出現だった。
1951年、チベットは中華人民共和国の要求を飲む形で同国の版図に編入された。その後、1959年にラサでダライ・ラマ14世を擁する大規模反乱が起こるも中国軍に鎮圧され、ダライ・ラマ14世は隣国インドのダラムサラに亡命。その折にチベット亡命政府の発足を宣言し、以降雪山獅子旗はチベット亡命政府の旗として使用されている。
中華人民共和国では、雪山獅子旗の掲揚は「チベット独立の意思表示」として厳禁されている。掲揚が発覚した場合は、旗を掲揚した罪で即座に当局に逮捕され、禁固刑などの実刑に処される。日本などではチベット関係のデモ（2008年北京オリンピックの聖火リレーの抗議デモなど）や中国へのデモ（2010年尖閣諸島抗議デモなど）で頻繁に使用されている。
絵文字の採用について事実上の決定権を有するアメリカの大手IT企業は中国で大きな利益を得ているため、中国政府の反発を恐れチベットの旗の採用を見送っている。

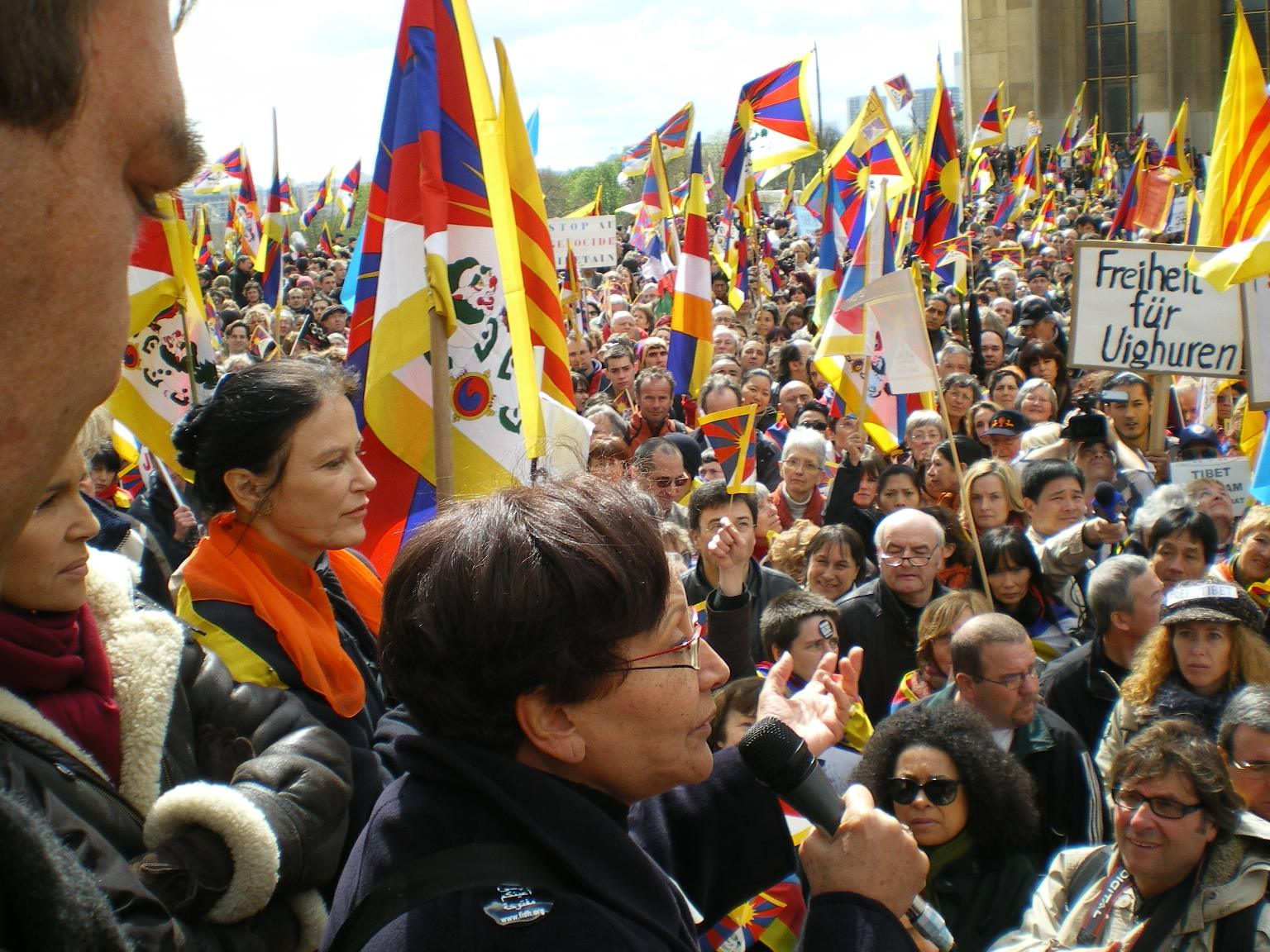
世界各地で開かれるチベット弾圧の抗議デモ・チベット国旗やベトナムの黄色旗が多数掲げられている
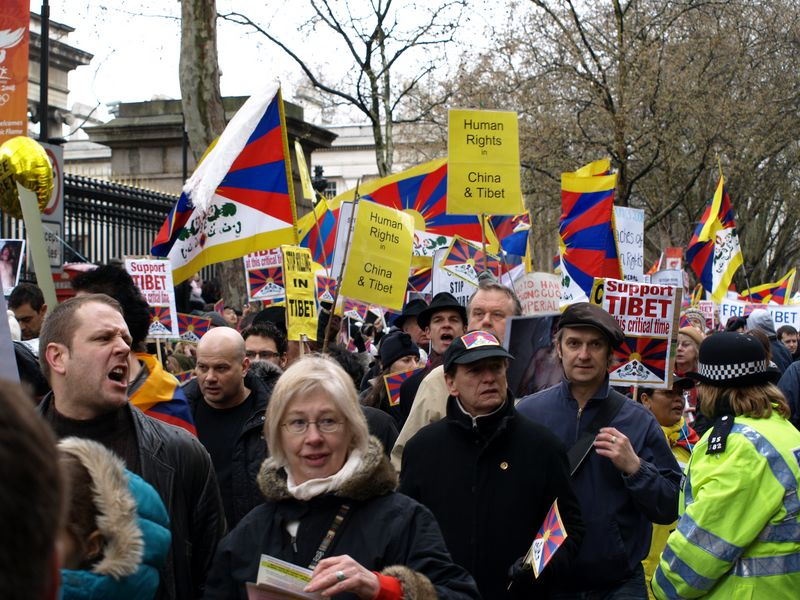
ロンドンでの聖火リレーに反対するデモ参加者ら
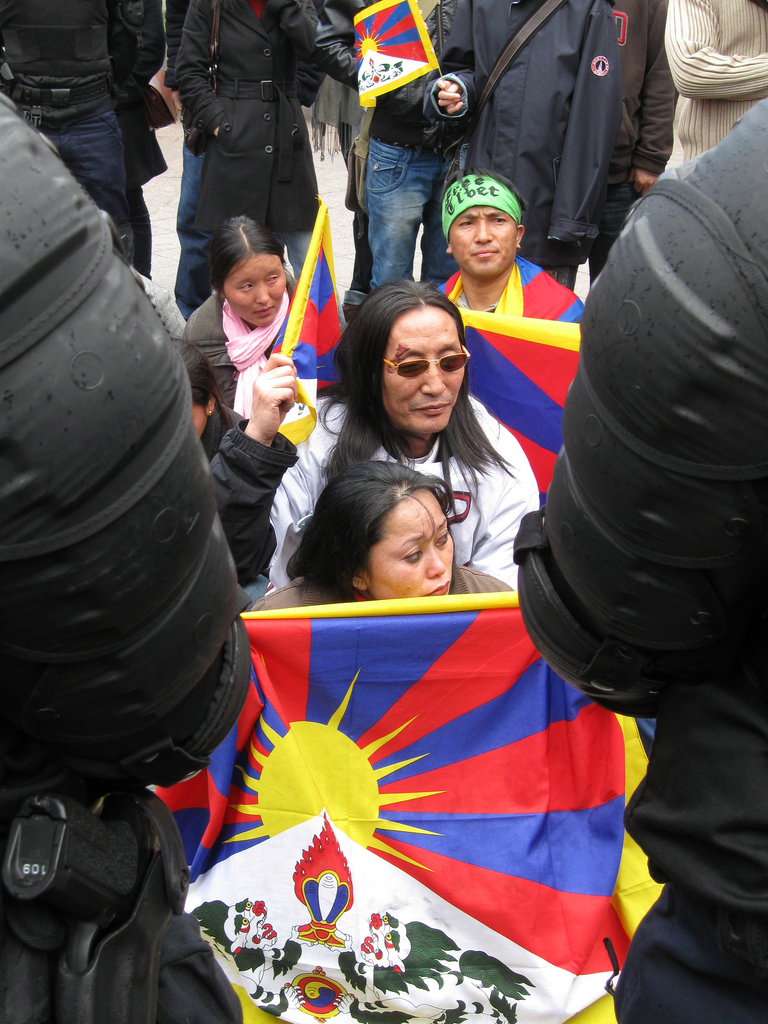
憲兵の非常線によって端に追いやられたチベット支援者。パリ市役所にて
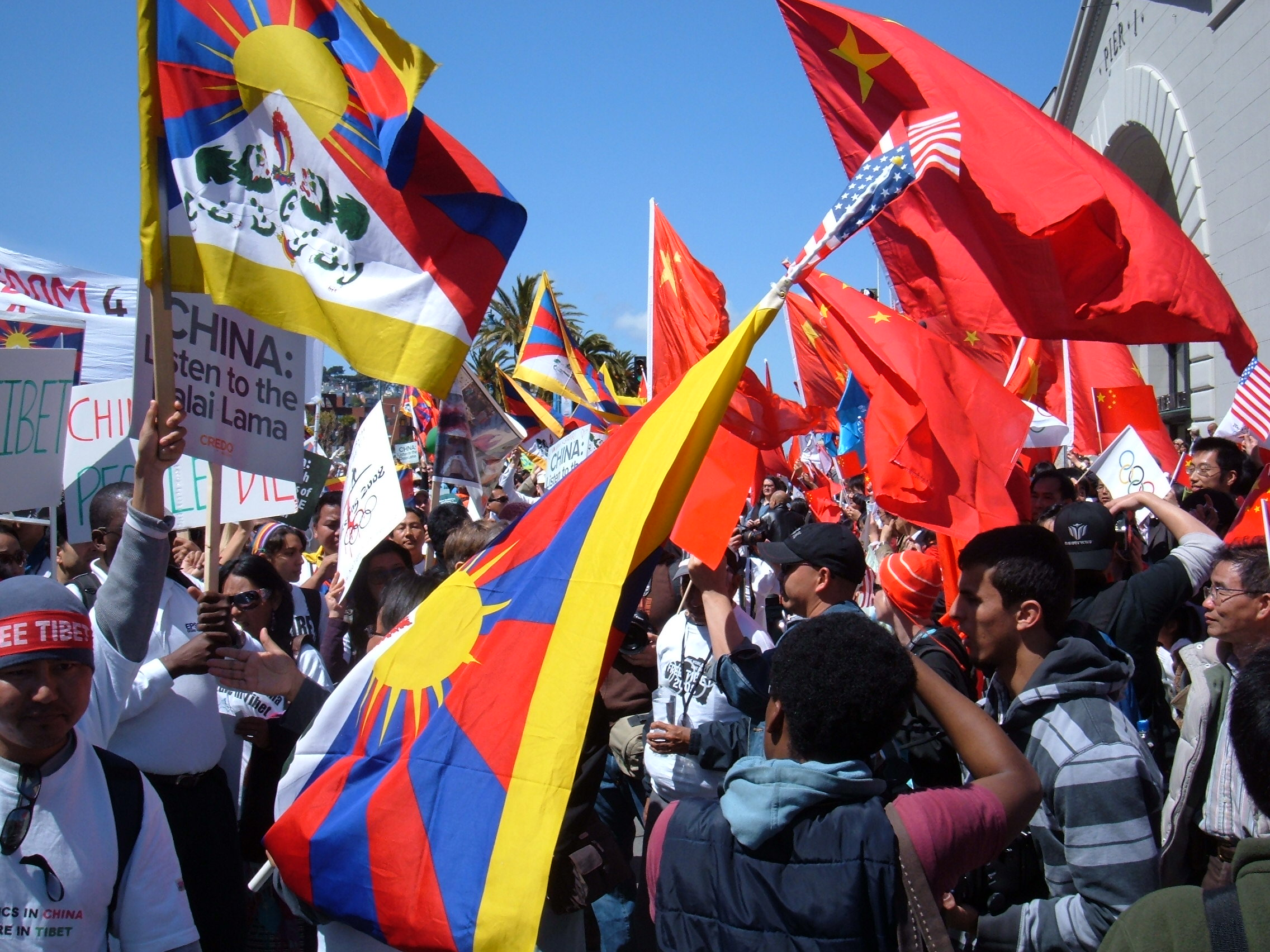
チベット支援グループと中国応援グループの接触。The Embarcaderoの北にて。